# Dallas Lovato
Dallas Leigh Lovato (Dallas, Texas; 4 de febrero de 1988) es una cantante y actriz estadounidense. Es la hermana mayor de la cantante Demi Lovato.

## Biografía
Es hija de Patrick Lovato y Dianna Lee De La Garza (nacida Hart), quien fue una "Dallas Cowboys Cheerleader" y una reconocida cantante country en su ciudad local. Después de que su matrimonio terminara en 1994, su padre se trasladó a Nuevo México. Su padrastro es Eddie De La Garza, y tiene una media hermana, Madison De La Garza.
Es de ascendencia mexicana, irlandesa e italiana, y es la hermana mayor de Demi Lovato.

## Carrera
A los 4 años, Dallas comenzó a tener una pasión por la música. Dallas Lovato ha abierto una brillante estela de actuaciones que incluyen el "Talent in the Hood" un programa de televisión, los lugares en Las Vegas, y las bases militares en los EE.UU. Realizando su baile / estilo de música pop para los aficionados de todo el país, Dallas puede atraer de letras de canciones, cautiva con coreografía de alta energía, y simplemente demostrar con su gracia y belleza
Dallas fue aceptado en el Septien Vocal Productions Masters Class of Students, donde estudió durante 3 años y fue galardonado con el codiciado "Judges Choice Award" en 2004 por un alto piropeado papel por los jueces. Hoy sus fanes la aman por su único estilo musical y su cautivadora personalidad, pero ella está añadiendo aún más fanes en el escenario y actuando. Dallas está filmando el Disney piloto "The Amazing O'Malleys" (bajo la dirección de Fred Savage), y también ha aparecido en numerosos nacionales e internacionales de televisión comerciales y anuncios impresos para Disney, Sonic, Sprite, Havrteys, Comcast, Hasbro, y revistas como Twist hijo, YM y M.

## Filmografía
| Año  | Título          | Personaje | Notas |
| ---- | --------------- | --------- | ----- |
| 2010 | Fred: The Movie | Chica     |       |
| 2012 | The Helpers     | Norah     |       |

| Año  | Título                          | Personaje | Notas                     |
| ---- | ------------------------------- | --------- | ------------------------- |
| 2008 | Los hechiceros de Waverly Place | Girl      | Alex's Spring Fling       |
| 2009 | Sunny entre estrellas           | Actriz    | Sonny and the Studio Brat |
|      | Talent in the Hood              |           |                           |